# 瞿友寧
瞿友寧（1970年1月8日—），台灣臺中人，為华语区知名導演及編劇，曾执導多部大受歡迎的电影及偶像劇。小學一年級時第一次進戲院，12歲時立志成為電影人。世新大學電影科畢業，外號「維尼熊」，因屢獲優良劇本獎而受到矚目。1997年在世新學長及電影前輩邱銘誠的指導下，在2001年成立氧氣電影公司，亦曾在世新廣電系任課。

## 電影作品

### 副導
- 王童：紅柿子
- 蔡明亮：洞

### 執導
- 1995《街頭石子》（Stone on the Corner，16mm劇情片）
- 1997《假面超人》（35mm劇情片）
- 2003《殺人計畫》（My Whispering Plan，35mm劇情片）
- 2006《英勇戰士俏姑娘》（Like a Hero）
- 2013《親愛的奶奶》（To My Dear Granny）
- 2018《花甲大人轉男孩》（Back to the Good Times）
- 2023《他馬克老闆》（Kiss My Ass Boss）

### 監製
- 2020《刻在你心底的名字》
- 2020《無聲》與於蓓華監製
- 2021《瀑布》
- 2022《哈勇家》與梁宏志監製

### 演出
- 2013《世界第一麥方》

## 電視作品

### 執導
- 公視《童詩之旅》
- 公視《絕地花園》
- 公視《人生劇展——誰在橋上寫字》（2000）
- 公視《人生劇展——天空之城》
- 台視《作家劇場——兩隻老虎》
- 台視《阿媽真情檔案》
- 中視《萬象都會情》
- 華視《一閃一閃亮晶晶》
- 華視《母雞帶小鴨》
- 華視《納桑麻我的家》
- 華視《把愛找回來》
- 華視《關愛》
- 民視《台北開天窗》
- 廣電基金《夏娃的身事》
- 廣電基金《美麗好女人》
- 台視《薔薇之戀》（2003）
- 《愛情故事》
- 中視、八大綜合台《惡作劇之吻》（2005）
- 華視《美味關係》（2006）
- 中視、八大綜合台《惡作劇2吻》（2007）
- 華視《王子看見二公主》(2008)
- 中視、八大綜合台《桃花小妹》（2009）
- 公視《人生劇展——我的爸爸是流氓》（2010）
- 民視、八大綜合台《我可能不會愛你》（2011）
- 民視、八大綜合台《你照亮我星球》（2014）
- 优酷《小时代之折纸时代》（2014）
- 台視、TVBS《哇！陳怡君》（2015）（也有在第15集客串。）
- 台視《植劇場－花甲男孩轉大人》（2017）
- 搜狐《動物系戀人啊》（2017）
- 中国大陆《亲爱的，热爱的》（2019）制作时标注，播出时被匿名[2]
- 公視、三立都會台《地獄里長》（2023）
- 优酷《難哄》（2025）

### 編寫劇本
- 誰在橋上寫字
- 街頭石子（1992）
- 遊在窗上的一朵海洋（1993）
- 從七點到七點（1995）（電影改名假面超人）
- 人生劇展：天空之城
- 狂人鬧鐘
- 假面超人電影（1997）
- 英勇戰士俏姑娘電影（2006）
- 親愛的奶奶（2013）
- 花甲大人轉男孩（2018）
- 刻在你心底的名字（2020）

### 其它
- 中国大陆《特化师》剧本总策划（2017）[2]

## 其他作品

### MV作品
- 阿桑〈葉子〉
  - 2003年11月《受了點傷》專輯
  - 演員：鄭元暢、Selina、余發揚
- 張清芳〈戀人的保存期限〉
  - 2004年1月《感情生活》專輯
  - 演員：張清芳
- 品冠〈愛情不能做比較〉
  - 2004年3月《門沒鎖》專輯
- 光良〈記得我愛你〉
  - 2006年《英勇戰士俏姑娘》主題曲
- S.H.E〈沿海公路的出口〉
  - 2008年 S.H.E《我的電臺FM S.H.E》專輯
  - 演員： S.H.E、彭于晏、孟耿如
- 盧廣仲〈魚仔〉
  - 2017年 盧廣仲《花甲男孩轉大人主題曲》主題曲
  - 演員：盧廣仲
- 海裕芬〈咕咾小姐〉
  - 2017年
  - 演員：海裕芬、林美秀、六月、謝盈萱、瞿友寧、嚴正嵐、顏毓麟、曲獻平、葉辰莛、劉冠廷、江宜蓉

### 填詞作品
- 動力火車〈搖籃曲〉 作曲：古裕淼——收錄於《薔薇之戀》電視原聲帶
- 范曉萱〈幸福合作社〉 作曲：范曉萱——收錄於《惡作劇2吻》電視原聲帶

### 廣告、舞台劇導演
- 2013年WeChat《愛在一起Chat》
- 2013年良昱建設-天境《新家人關係》
- 2013年怡寶護脊書包

## 得獎記錄
- 民國81年新聞局優良電影劇本：電影街頭石子
- 民國82年新聞局優良電影劇本：電影遊在窗上的一朵海洋
- 民國84年新聞局優良電影劇本：電影從七點到七點
- 民國85年度電影基金會輔導金補助：電影街頭石子
- 民國85年度國片輔導金補助：電影假面超人
- 民國93年電視金鐘獎最佳戲劇節目獎入圍：電視劇薔薇之戀
- 民國93年獲年度最受歡迎戲劇節目獎：電視劇薔薇之戀
- 民國93年優良電影劇本（專業組）：電影英勇戰士俏姑娘
- 1998台北電影節商業類競賽入圍：電影假面超人
- 1999德國烏茲堡國際影展觀摩：電影假面超人
- 韓國釜山影展最受觀眾歡迎影片：電影假面超人
- 2000年第35屆金鐘獎 最佳導演：單元劇誰在橋上寫字
- 2000年第35屆金鐘獎 最佳劇本（與張友漁合得）：單元劇誰在橋上寫字
- 2003年國民戲院「這個夏天颱『台』風影展」：電影殺人計畫
- 2010年第45屆金鐘獎 迷你劇集／電視電影導演（播）獎：電視劇我的爸爸是流氓
- 2012年第47屆金鐘獎 戲劇節目導演獎：電視劇我可能不會愛你
- 2013年第50屆金馬獎	最佳原著劇本入圍：電影親愛的奶奶
- 2018年第53屆金鐘獎 戲劇節目導演獎入圍：電視劇植劇場－花甲男孩轉大人

## 相关

### 热爱工作
瞿友寧表示自己沒有不當導演的可能，並表示如果自己能死在導演椅上，會是很幸福的事。

### “台独”政治争议
2014年后，瞿友宁因政治立场，被中国大陆网友认为是“台独分子”。2017年起，不断被中国大陆网友举报、抵制。2017年，他担任剧本总策划的中国大陆电视剧《特化师》在深圳卫视首播，因其“台独”问题被下档。2018年，他在导演偶像剧《蜜汁炖鱿鱼》时，亦被大陆网友不断举报，据了解是被演员粉丝们互相攻击的流弹所扫到，环球时报亦为其澄清过，并无台独具体行为，后来剧集改名为《亲爱的，热爱的》，并不得已删去其导演名号。剧集虽在2019年夏热播，但随即在7月底、8月初发生涉及台湾问题的地图事件。中國網友舆论认为是瞿友宁借地图表达其“台独”的政治立场，瞿友宁和剧方由此陷入舆论漩涡。这一点瞿导坚决否认见过那张图，并且曾在微博发影片澄清，但未能平息舆论。后，中央政府相关部门出面处理，事态平息。

### 2024年環台軍事演練事件
2024年5月23號，瞿友寧在微博轉發央視貼文：「#中國終將實現完全統一#。」並以繁體字表示：『臺灣必將回歸“祖國”的懷抱』正式表態立場。

## 外部連結
- 瞿維尼的Facebook專頁
- 瞿友寧的Facebook專頁
- 瞿友寧維尼導的Instagram帳戶
- 瞿友寧的新浪微博
- 瞿友寧在互联网电影资料库（IMDb）上的資料（英文）（英文）
- 在AllMovie上瞿友寧的頁面（英文）
- 瞿友寧在香港影庫上的簡介
- 瞿友寧在时光网上的簡介（简体中文）
- 瞿友寧在豆瓣上的资料（简体中文）